# Ladînka, Cernihiv
Ladînka (în ucraineană Ладинка) este localitatea de reședință a comunei Ladînka din raionul Cernihiv, regiunea Cernihiv, Ucraina.

## Demografie
Componența lingvistică a localității Ladînka
     Ucraineană (94,86%)
     Rusă (4,65%)
     Alte limbi (0,48%)
Conform recensământului din 2001, majoritatea populației localității Ladînka era vorbitoare de ucraineană (94,86%), existând în minoritate și vorbitori de rusă (4,65%).